# 油量錶

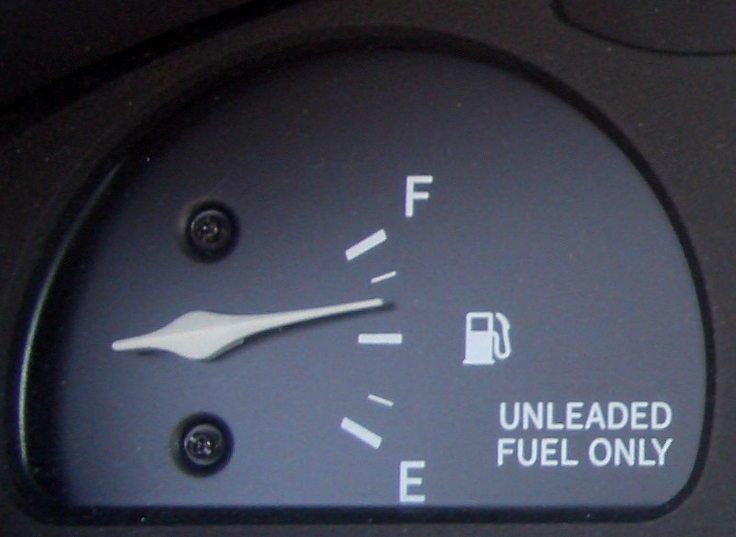
標示限用無鉛汽油的油量錶

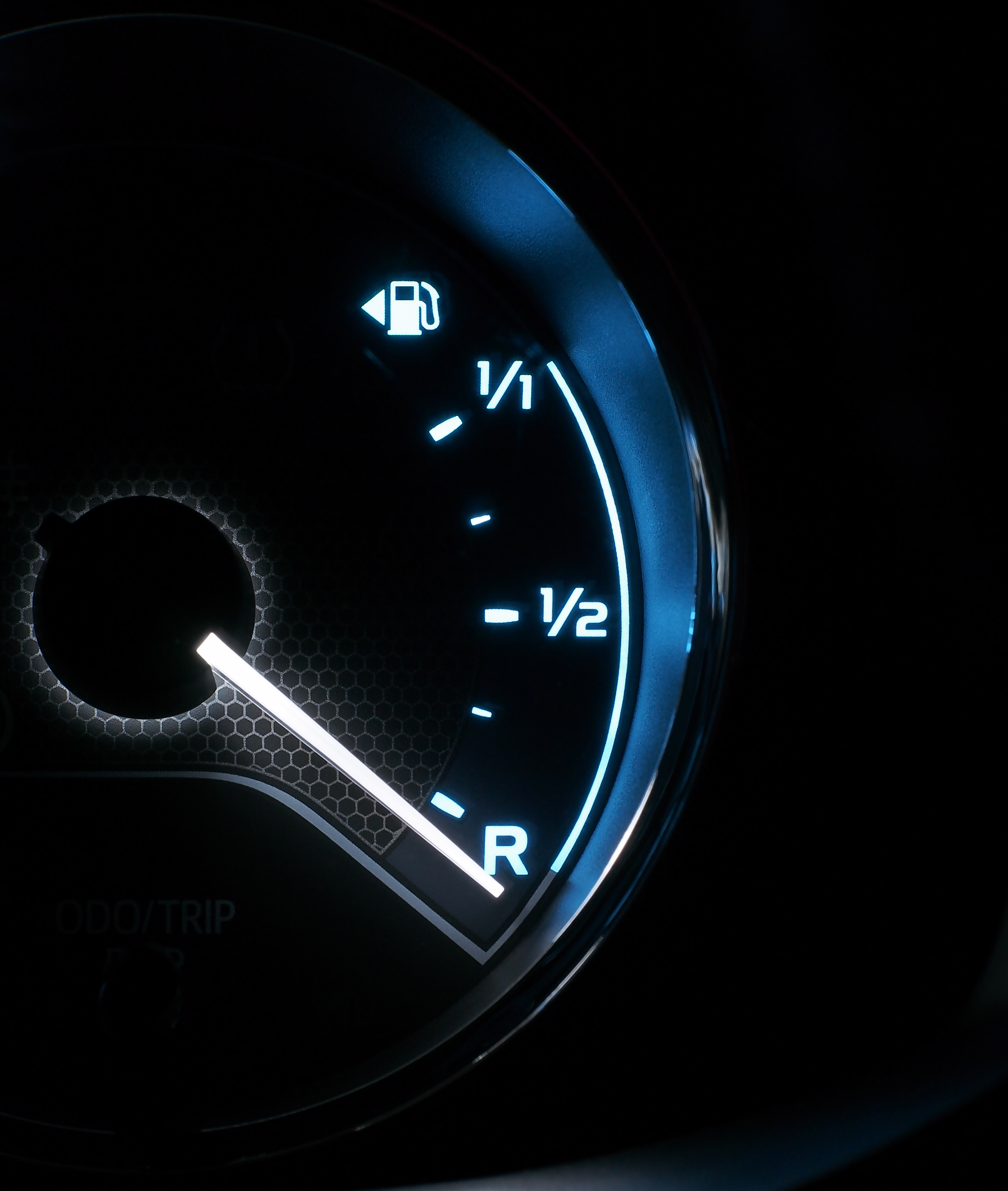
丰田卡罗拉的油量錶，加油機符號左邊的小三角形表示加油口在車身左方

油量錶，是指交通工具等使用內燃機之機械所具有的一個儀錶，它依據燃油箱內的液位计所測得之液位，將燃油多寡顯示在儀錶上的指針，通常的設計是當指針指向F或1時，就表示已經加滿油，但當指針指向E、R或0時，就表示快沒油了。